# Basalys longipennis
Basalys longipennis är en stekelart som först beskrevs av Jean-Jacques Kieffer 1911.  Basalys longipennis ingår i släktet Basalys, och familjen hyllhornsteklar. Arten är reproducerande i Sverige.